# Sarita Figueras
Sarita Giselle Figueras Sánchez (Montevideo, 18 de noviembre de 1976) es una futbolista y entrenadora uruguaya. Representó a su país en la selección de fútbol y fútbol sala, siendo la capitana en la primera selección de fútbol de la Asociación Uruguaya de Fútbol. A nivel de clubes de fútbol ha jugado en Bella Vista, Rampla Juniors, Huracán Buceo y Salus. Jugó en la posición de zaguera. En fútbol sala jugó en Abstemias, Bella Vista (en Asociación Uruguaya de Fútbol) y en Barcelona (en la Liga Universitaria de Deportes).
Tuvo una destacada trayectoria futbolística obteniendo varios reconocimientos individuales como jugadora de Rampla Juniors, conquistó el Premio Charrúa en dos ocasiones (1997 y 1998) y el Premio Últimas Noticias como mejor futbolista también en dos oportunidades (1998 y 2001). En 2014 se recibió de Directora Técnica de Fútbol, título otorgado por la Universidad de la República. 
Se desempeña como asistente técnica en el equipo de Salus Football Club, que compite en el Torneo de Primera División del fútbol de mujeres de la Asociación Uruguaya de Fútbol.
También se destacó como atleta juvenil, obteniendo en 1995 en el Sudamericano de la categoría, una medalla de plata en posta 4 x 400 y una medalla de bronce en 400 metros vallas.     

## Atletismo
Fue atleta federada desde 1990 a 1996, participando de Sudamericanos juveniles, Juegos Mercosur y Panamericano juvenil. Sus especialidades fueron 100 y 400 metros vallas.  En 1995 en el Sudamericano juvenil obtuvo medalla de plata en posta 4 x 400 y medalla de bronce en 400 metros vallas. Ostentó récord nacional juvenil de 400 metros vallas, el cual ya fue batido. Actualmente mantiene el récord a nivel nacional de posta 4 x 100.

## Fútbol

### Carrera local
Como jugadora de fútbol se desempeñó entre los años 1998 y 2012.
| Club           | País    | Año       |
| -------------- | ------- | --------- |
| Bella Vista    | Uruguay | 1996      |
| Rampla Juniors | Uruguay | 1996-2000 |
| Rampla Juniors | Uruguay | 2002      |
| Huracán Buceo  | Uruguay | 2008-2009 |
| Salus          | Uruguay | 2011-2012 |

## Palmarés

### Campeonatos nacionales
| Título              | Club           | País    | Año  |
| ------------------- | -------------- | ------- | ---- |
| Campeonato Apertura | Rampla Juniors | Uruguay | 1997 |
| Campeonato Uruguayo | Rampla Juniors | Uruguay | 1998 |
| Campeonato Uruguayo | Rampla Juniors | Uruguay | 1999 |
| Campeonato Clausura | Rampla Juniors | Uruguay | 2000 |
| Campeonato Uruguayo | Rampla Juniors | Uruguay | 2002 |

### Distinciones individuales
| Distinción                                                 | Año  |
| ---------------------------------------------------------- | ---- |
| Premio Charrúa "Mejor jugadora de fútbol del año"          | 1997 |
| Integrante del 11 ideal del Sudamericano de fútbol         | 1998 |
| Premio Charrúa "Mejor jugadora de fútbol del año"          | 1998 |
| Premio Últimas Noticias "Mejor jugadora de fútbol del año" | 1998 |
| Premio Últimas Noticias "Mejor jugadora de fútbol del año" | 2002 |